# Danh sách họa sĩ Ý
Sau đây là danh sách các họa sĩ người Ý (theo thứ tự bảng chữ cái Latinh), những người có các tác phẩm nghệ thuật đáng chú ý.
Đây là một danh sách chưa hoàn tất, và có thể sẽ không bao giờ thỏa mãn yêu cầu hoàn tất. Bạn có thể đóng góp bằng cách mở rộng nó bằng các thông tin đáng tin cậy.

## A
- Niccolò dell'Abbate (1509/12–1571)
- Giuseppe Abbati (1836–1868)
- Angiolo Achini (1850–1930)
- Pietro Adami (khoảng 1730)
- Eugenio Agneni (1816–1879)
- Livio Agresti (1508–1580)
- Giorgio Matteo Aicardi (1891–1985)
- Francesco Albani (1578–1660)
- Giacomo Alberelli (1600–1650)
- Mariotto Albertinelli (1474–1515)
- Ambrogio Antonio Alciati (1878–1929)
- Domenico Alfani (1479/1480–khoảng 1553)
- Girolamo Alibrandi (1470–1524)
- Silvio Allason (1845–1912)
- Alessandro Allori (1535–1607)
- Cristofano Allori (1577–1621)
- Marco Almaviva (sinh 1934)
- Altichiero (1330–1390)
- Jaber Alwan (sinh 1948)
- Jacopo Amigoni (1682–1752)
- Giuseppe Amisani (1881–1941)
- Andrea da Murano (hoạt động 1463–1502)
- Andrea di Bartolo (1360/70–1428)
- Fra Angelico (1387–1455)
- Sofonisba Anguissola (1532–1625)
- Pietro Annigoni (1910–1988)
- Andrea Ansaldo (1584–1638)
- Michelangelo Anselmi (khoảng 1492–khoảng 1554)
- Antonello da Messina (1430–1479)
- Antonello de Saliba (1466–1535)
- Antoniazzo Romano (1430–1510)
- Andrea Appiani (1754–1817)
- Alessandro Araldi (khoảng 1460–khoảng 1529)
- Giuseppe Arcimboldo (1527–1593)
- Pellegrino Aretusi (khoảng 1460–1523)
- Mino Argento (sinh 1927)
- Amico Aspertini (khoảng 1474–1552)
- Gioacchino Assereto) (1600–1649)
- Vittorio Avanzi (1850-1913)

## B
- Francesco Bacchiacca (1494–1557)
- Baciccio (Giovan Battista Gaulli) (1639–1709)
- Sisto Badalocchio (1585–khoảng 1647]
- Giuseppe Badaracco (1588–1647)
- Antonio Badile (khoảng 1518–1560)
- Cesare Balbi di Robecco (1854–1939)
- Alesso Baldovinetti (1425–1499)
- Camillo Ballini (1540–khoảng 1592)
- Cristiano Banti (1824–1904)
- Jacopo de' Barbari (1460/70–1516)
- Mario Bardi (1922–1998)
- Barna da Siena (khởi sắc khoảng 1340)
- Barnaba da Modena (1328–1386)
- Federico Barocci (1526–1612)
- Adolfo Carlo Barone (1861–1936)
- Bartolo di Fredi (1330–1410)
- Fra Bartolomeo (1472–1517)
- Bartolomeo Veneto (khởi sắc 1502–46)
- Marco Basaiti (1470–1530)
- Marco Antonio Bassetti (1586–1630)
- Cesare Bassano (1584–1648)
- Francesco da Ponte Bassano thứ nhất (khoảng 1475–1530)
- Francesco Bassano người em (1549–1592)
- Jacopo Bassano (1510–1592)
- Leandro Bassano (1557–1622)
- Lazzaro Bastiani (1429–1512)
- Pompeo Batoni (1708–1787)
- Domenico Beccafumi (1486–1551)
- Gentile Bellini (1429–1507)
- Giovanni Bellini (1430–1516)
- Jacopo Bellini (1400–1470)
- Luigi Benfatto (1551–1611)
- Ambrogio Bergognone (1453–1523)
- Bonaventura Berlinghieri (1210–1287)
- Berlinghiero Berlinghieri (1175–1236)
- Giuseppe Bertini (1825–1898)
- Francesco Bianchi (1447–1510)
- Francesco Galli Bibiena (1659–1739)
- Francesco Bissolo (1470/72–1554)
- Giovanni Battista Bissoni (1576–1636)
- Boccaccio Boccaccino (khoảng 1467–khoảng 1525)
- Giovanni Boccati (1420–sau 1480)
- Giovanni Boccardi (?–1542)
- Umberto Boccioni (1882–1916)
- Giovanni Boldini (1842–1931)
- Giovanni Antonio Boltraffio (1467–1516)
- Benedetto Bonfigli (khoảng 1420–1496)
- Bonifacio Veronese (Bonifacio de' Pitati) (1487–1553)
- Giovanni Bonini (khởi sắc 1320)
- Bono da Ferrara (?–1461)
- Francesco Bonsignori (khoảng 1455–1519)
- Paris Bordone (1500–1571)
- Guido Borelli (sinh 1952)
- Odoardo Borrani (1833–1905)
- Giuseppe Borsato (1771–1849)
- Andrea Boscoli (khoảng 1560–khoảng 1606)
- Erma Bossi (1875-1952)
- Carlo Bossoli (1815–1884)
- Giuseppe Bottero (1846–1930)
- Sandro Botticelli (khoảng 1445–1510)
- Francesco Botticini (1446–1498)
- Raffaello Botticini (1474–1520)
- Donato Bramante (1444–1514)
- Bramantino (Bartolomeo Suardi) (khoảng 1455–khoảng 1536)
- Agnolo Bronzino (1503–1572)
- Nicolao Branceleon (khoảng 1460–khoảng 1526)
- Buonamico Buffalmacco (1290–1340)
- Giuliano Bugiardini (1476–1555)
- Niccolò di Buonaccorso (?–1388)
- Bernardino Butinone (1450–1510)
- Ludovico Buti (khoảng 1560–1611)

## C
- Vincenzo Cabianca (1827–1902)
- Camillo Cabutti (1863–1922)
- Guglielmo Caccia "il Moncalvo" (1568–1625)
- Vicenzo Caccianemici (khởi sắc 1530)
- Giovanni Cadioli (khoảng 1710–1767)
- Pio Caglieri (1848– ?)
- Giuseppe Calcia (khởi sắc 1725)
- Bartolommeo Calomato (thế kỷ thứ 17)
- Pietro Calzetta (khởi sắc 1470–1500)
- Luca Cambiasi (1527–1585)
- Michele Cammarano (1835–1920)
- Bartolomeo da Camogli (thế kỷ thứ 14)
- Agostino Campanella (khởi sắc 1770)
- Galeazzo Campi (1475/1477–1536)
- Vincenzo Campi (1536–1591)
- Canaletto (1697–1768)
- Bartolomeo Caporali (khoảng 1420–khoảng 1503/1505)
- Aliprando Caprioli (khởi sắc 1575–1599)
- Domenico Caprioli (1494–1528)
- Antonio Capulongo (thế kỷ thứ 16)
- Cecco del Caravaggio (khởi sắc khoảng 1620)
- Marco Cardisco (khoảng 1486–khoảng 1542)
- Bartolomeo Carducci (1560–1608)
- Luca Carlevarijs (1663–1730)
- Giulio Carmignani (1813–1890)
- Fra Simone da Carnuli (khởi sắc 1519)
- Paolo Carosone (sinh 1941)
- Agostino Carracci (1557–1602)
- Annibale Carracci (1560–1609)
- Ludovico Carracci (1555–1619)
- Caravaggio (1573–1610)
- Fernando Carcupino (1922–2003)
- Shola Carletti (thế kỷ thứ 21)
- Andrea Carlone (1626–1697)
- Giovanni Battista Carlone (1603–1684)
- Giovanni Bernardo Carlone (1590–1630)
- Domenico Carnovale (khởi sắc 1564)
- Carpaccio (khoảng 1460–khoảng 1525)
- Domenico Carpinoni (1566–1658)
- Rosalba Carriera (1675–1757)
- Felice Casorati (1883–1963)
- Stefano Cassiani (1636–1714)
- Andrea del Castagno (1421–1457)
- Raffaelle Castellini (mất 1864)
- Fabrizio Castello (khoảng 1486–khoảng 1542)
- Vincenzo Catena (1470–1531)
- Pasquale Cati (1550–1620)
- Paoluccio Cattamara (khởi sắc 1718)
- Giovanni Paolo Cavagna (khoảng 1550–1627)
- Bernardo Cavallino (1616–1656)
- Giacomo Cavedone (1577–1660)
- Paolo Caylina the Younger (thế kỷ thứ 16)
- Rodolfo Ceccotti (sinh 1945)
- Adriano Cecioni (1836–1886)
- Quinto Cenni (1845–1917)
- Giulia Centurelli (1832–1872)
- Giacomo Ceruti (1698–1767)
- Giovanni Maria Cerva (thế kỷ thứ 17)
- Tito Chelazzi (1834–1892)
- Giorgio de Chirico (1888–1978)
- Michele Ciampanti (?–1510)
- Carlo Cignani (1628–1719)
- Giambettino Cignaroli (1706–1770)
- Cimabue (1240–1302)
- Marco Cingolani (1961)
- Vincenzo Civerchio (1470–1544)
- Sigismondo Coccapani (1585–1643)
- Leonardo Coccorante (1680–1750)
- Colantonio (khoảng 1420–khoảng 1460)
- Piergiorgio Colautti (sinh 1934)
- Michele Coltellini (1480–1542)
- Giacomo Coltrini (thế kỷ thứ 16)
- Cima da Conegliano (khoảng 1459–khoảng 1517)
- Jacopo Coppi (1523–1591)
- Luigi Corbellini (1901–1968)
- Leonardo Corona (1561–1605)
- Correggio (1494–1534)
- Hermann David Salomon Corrodi (1844–1905)
- Niccolò Corso (1446–khoảng 1512)
- Pietro da Cortona (1596–1669)
- Francesco del Cossa (1436–1478)
- Giovanni Costa (1826–1903)
- Lorenzo Costa (1460–1535)
- Carlo Cozza (khoảng 1700–1769)
- Giovanni Battista Crema (1883–1964)
- Daniele Crespi (1598–1630)
- Giovan Battista Crespi (il Cerano) (1573–1632)
- Giuseppe Maria Crespi (Lo Spagnuolo) (1665–1747)
- Donato Creti (1671–1749)
- Carlo Crivelli (1430–1495)
- Vittore Crivelli (1440–1502)
- Baldassare Croce (1558–1628)
- Francesco Curradi (1570–1661)

## D
- Bernardo Daddi (khoảng 1280–1348)
- Pino Daeni (1939–2010)
- Ottaviano da Faenza (thế kỷ thứ 14)
- Vito D'Ancona (1825–1884)
- Cosmo D'Angeli (1889–1968)
- Daniele da Volterra (khoảng 1509 –1566)
- Giuseppe De Sanctis (1858–1924)
- Serafino De Tivoli (1826–1892)
- Giorgio De Vincenzi (1884–1965)
- Luigi Deleidi (1784–1853)
- Francesco Denanto (khởi sắc 1520–1532)
- Beppe Devalle (1940–2013)
- Antonio DeVity (1901–1993)
- Fra Diamante (khoảng 1430–khoảng 1498)
- Carlo Dolci (1616–1686)
- Domenichino (1581–1641)
- Domenico di Bartolo (khoảng 1400/1404–1445/1447)
- Domenico di Zanobi (hoạt động 1460–1481)
- Domenico Veneziano (khoảng 1410–1461)
- Enrico Donati (1909–2008)
- Dosso Dossi (khoảng 1490–1542)
- Giuseppe Drugman (1810–1846)
- Duccio (1255–1319)

## F
- Giovanni Fattori (1825–1908)
- Martino Ferabosco (thế kỷ thứ 17)
- Floriano Ferramola (khoảng 1478–1528)
- Defendente Ferrari (1480/85–1540)
- Gaudenzio Ferrari (1471–1546)
- Antonio Ferrigno (1863–1940)
- Domenico Fetti (1589–1623)
- Domenico Fiasella (1589–1669)
- Marcello Figolino (thế kỷ thứ 15)
- Francesco Filippini (1853–1895)
- Lavinia Fontana (1552–1614)
- Michele Foschini (1711–khoảng 1770)
- Vincenzo Foppa (1430–1515)
- Marcantonio Franceschini (1648–1729)
- Francesco Francia (1447–1517)
- Giorgio Fuentes (1756–1821)
- Bernardino Fungai (1460–1516)

## G
- Agnolo Gaddi (1350–1396)
- Taddeo Gaddi (khoảng 1300–1366)
- Enrico Gamba (1831–1883)
- Francesco Gamba (1818–1887)
- Lattanzio Gambara (khoảng 1530–1574)
- Salvatore Garau (sinh 1953)
- Enrico Garff (sinh 1939)
- Domenico Gargiulo hay còn gọi Micco Spadaro (1609 –1610 – khoảng 1675)
- Bartolomeo Gennari (1594–1661)
- Gentile da Fabriano (khoảng 1370–1427)
- Artemisia Gentileschi (1593–1652)
- Orazio Gentileschi (1563–1639)
- Tommaso Gherardini (1715–1797)
- Davide Ghirlandaio (1452–1525)
- Domenico Ghirlandaio (1449–1494)
- Ridolfo Ghirlandaio (1483–1561)
- Giampietrino (khoảng 1495–1549)
- Corrado Giaquinto (1703–1765)
- Camillo Gioja Barbera (thế kỷ thứ 19)
- Luca Giordano (1634–1705)
- Giorgione (khoảng 1477–1510)
- Giotto (1267–1337)
- Giovanni da Milano (khởi sắc 1346–1369)
- Giovanni da Rimini (khởi sắc 1292–1336)
- Giovanni d'Alemagna (1411–1450)
- Giovanni del Biondo (khởi sắc 1356–1399)
- Giovanni di Paolo (1398–1482)
- Giovanni di ser Giovanni Guidi (1406–1486)
- Gerolamo Giovenone (1487–1555)
- Girolamo da Carpi (1501–1556)
- Giunta Pisano (1190–1258)
- Benozzo Gozzoli (1421–1497)
- il Grechetto (Giovanni Benedetto Castiglione) (1609–1664)
- Giuseppe Grisoni (1699–1796)
- Francesco Guardi (1712–1793)
- Gianantonio Guardi (1699–1760)
- Guercino (1591–1666)
- Amanzia Guérillot (1828–1905)
- Guido da Siena (1230–1290)
- Bartolomeo Guidobono (1654–1709)
- Renato Guttuso (1911–1987)

## H
- Francesco Hayez (1791–1882)

## I
- Domenico Induno (1815–1878)
- Gerolamo Induno (1825–1890)
- Innocenzo da Imola (1490–1550)

## J
- Jacopo del Casentino (1297–1349)

## L
- Girolamo Lamanna (1580–1640)
- Carlo Lamparelli (khởi sắc 1680)
- Giovanni Lanfranco (1582–1647)
- Bernardino Lanini (1511–khoảng 1578)
- Pietro Lauri (thế kỷ thứ 17)
- Bice Lazzari (1900–1981)
- Gregorio Lazzarini (1655–1730)
- Achille Lega (1899–1934)
- Silvestro Lega (1826–1895)
- Achille Leonardi (khoảng 1800–1870)
- Pietro Giovanni Leonori (khởi sắc 1400)
- Nicola Levoli (1728–1801)
- Ernesto Levorati (khởi sắc 1876–1898)
- Liberale da Verona (1445–1530)
- Gennesio Liberale (thế kỷ thứ 16)
- Giovanni Antonio Licinio (khoảng 1515–1576)
- Ulvi Liegi (1858–1939)
- Cesare Ligario (1716–khoảng 1755)
- Berto Linajuolo (thế kỷ thứ 15)
- Filippino Lippi (1457–1504)
- Fra Filippo Lippi (khoảng 1406–1469)
- Giacomo Lippi (thế kỷ thứ 16)
- Giovanni Battista Livizzani (thế kỷ thứ 17)
- Giovanni Agostino da Lodi (khoảng 1470–khoảng 1519)
- Barbara Longhi (1552–1638)
- Pietro Longhi (1701–1785)
- Francesco Longo Mancini (1880–1954)
- Ambrogio Lorenzetti (khởi sắc 1319–1348)
- Pietro Lorenzetti (1280–1348)
- Paolo de Lorenzi (1733–sau 1790)
- Lorenzo di Credi (1459–1537)
- Lorenzo Monaco (1370–1425)
- Lorenzo Veneziano (khởi sắc khoảng 1370)
- Lorenzo Lotto (1480–1557)
- Vincenzo Loria (1850–1939)
- Luca di Tommè περ. 1330–1389)
- Bernardino Luini (1481–1532)

## M
- Angelo Maccagnino hoặc Angelo da Siena (?–1456)
- Enrico Maccioni (sinh 1940)
- Macrino d'Alba (khoảng 1460–1465–khoảng 1510–1520)
- Mario Mafai (1902–1965)
- Aimo Maggi (1756–1793)
- Alessandro Magnasco (1667–1749)
- Bastiano Mainardi (1460–1513)
- Matilde Malenchini (1779–1858)
- Luigi Malice (sinh 1937)
- Antonio Mancini (1852–1930)
- Bartolomeo Manfredi (1582–1622)
- Giovanni Mansueti (1465–1527)
- Andrea Mantegna (khoảng 1431–1506)
- Carlo Maratta (1625–1713)
- Luigi Marchesi (1825–1862)
- Luigi Marengo (1928–2010)
- Margaritone d'Arezzo (khởi sắc khoảng 1250–1290)
- Carlo Maria Mariani (1931–2021)
- Giovanni Maria Mariani (thế kỷ thứ 17)
- Michele Marieschi (1710–1744)
- Carlo Martini (1908–1958)
- Simone Martini (1284–1344)
- Guido Marzulli (sinh 1943)
- Masaccio (1401–1428)
- Pietro Maselli (?–1892)
- Maso di Banco (?–1348)
- Masolino da Panicale (1383–1447)
- Michele Mastellari
- Master of the Bambino Vispo (đầu thế kỷ thứ 15)
- Master of the Osservanza Triptych (khởi sắc 1425–1450)
- Paolo de Matteis (khoảng 1662–1728)
- Filippo Mazzola (1460–1505)
- Ludovico Mazzolino (1480–khoảng 1528)
- Carla Carli Mazzucato (sinh 1935)
- Pier Francesco Mazzucchelli "il Morazzone" (1573–1626)
- Master of the Bambino Vispo (đầu thế kỷ thứ 15)
- Antonio Melchioni (1847-1921)
- Melozzo da Forlì (1438–1494)
- Francesco Melzi (1491–1568/70)
- Lippo Memmi (?–1356)
- Vincenzo Meucci (1694–1766)
- Michelangelo (1475–1564)
- Vincenzo Milione (1735–1805)
- Angelo Minghetti (1822–1885)
- Amedeo Modigliani (1884–1920)
- Achille Mollica (1832–1885)
- Bartolomeo Montagna (1450–1523)
- Jacopo da Montagnana (1440–1499)
- Francesco Monteverde (thế kỷ thứ 19)
- Paolo Moranda Cavazzola (1486–1522)
- Giorgio Morandi (1890–1964)
- Domenico Morelli (1823–1901)
- Moretto da Brescia (khoảng 1498–1554)
- Emma Moretto (thế kỷ thứ 19)
- Giovan Battista Moroni (1522–1579)
- Quirizio di Giovanni da Murano (khởi sắc 1460–1478)

## N
- Francesco Nagar (1861 - ?)
- Nardo di Cione (mất 1366)
- Ottaviano Nelli (1375–1444)
- Neri di Bicci (1418/1420–1492)
- Neroccio de' Landi (1447–1500)
- Niccolò di Liberatore (l'Alunno) (1430–1502)
- Emilio Notti (1891–1982)
- Pietro Novelli (1603–1647)
- Allegretto Nuzi (1315–1373)

## O
- Marco d'Oggiono (khoảng 1470–khoảng 1549)
- Orcagna (Andrea di Cione) (1310–1368)
- Lelio Orsi (1511–1587)

## P
- Pacino di Buonaguida (1280–1340)
- Paolo Pagani (1655–1716)
- Luigi Pagano (thế kỷ thứ 19)
- Arturo Pagliai (1852–1896)
- Eleuterio Pagliano (1826–1903)
- Gioacchino Pagliei (1852–1896)
- Arcangela Paladini (1599–1622)
- Gaetano Palazzi (1832–1892)
- Palma il Giovane (1548/1550–1628)
- Palma il Vecchio (1480–1528)
- Marco Palmezzano (1460–1539)
- Giovanni Paolo Panini (1691–1765)
- Sebastiano Panunzi (1845–1924)
- Luigi Paoletti Vinea (hoạt động 1867-1890)
- Paolo Veneziano (1300–1365)
- Alessandro Papetti (sinh 1958)
- Napoleone Parisani (1854–1932)
- Parmigianino (1503–1540)
- Ferdinando Partini (hoạt động 1790s)
- Luigia Pascoli (1835–1885)
- Bartolomeo Passarotti (1529–1592)
- Domenico Passignano (1559–1638)
- Ludovico Passini (1832–1902)
- Girolamo Pastore (cuối thế kỷ thứ 19)
- Giovanni Patrone (1847–?)
- Federigo Pedulli (1860– sau 1938)
- Giovanni Antonio Pellegrini (1675–1741)
- Maurizio Pellegrini (1866-?)
- Itala Pellegrino (sinh 1865)
- Giuseppe Pellizza da Volpedo (1868–1907)
- Odoardo Perini (1671–1757)
- Perugino (khoảng 1445–1523)
- Simone Peterzano (1535–1599)
- Vincenzo Petrocelli (1825–1896)
- Umberto Pettinicchio (sinh 1943)
- Pietro Pezzati (1828–1890)
- Baldassare Peruzzi (1481–1537)
- Pesellino (1422–1457)
- Giovanni Piancastelli (1845–1926)
- Piero della Francesca (khoảng 1416–1492)
- Piero di Cosimo (1462–1522)
- Giovanni Battista Piazzetta (1683–1754)
- Nicola di Pietro (thế kỷ thứ 13)
- Domenico Piola (1627–1703)
- Pinturicchio (1454–1513)
- Sebastiano del Piombo (khoảng 1485–1547)
- Fausto Pirandello (1899–1975)
- Giuseppe Pirovani (khoảng 1755–khoảng 1835)
- Pisanello (1395–1455)
- Michelangelo Pittatore (1825–1903)
- Giambattista Pittoni (1687–1767)
- Karl Plattner (1919–1986)
- Plinio Plini (cuối thế kỷ thứ 19)
- Antonio del Pollaiuolo (khoảng 1429/1433–1498)
- Piero del Pollaiuolo (1443–1496)
- Giovanni Pietro de Pomis (khoảng 1565–1633)
- Giovanni dal Ponte (1385–1438)
- Pontormo (1494–1556)
- Antonio Porcelli (1800–1870)
- Francesco Porcia (1531–1612)
- il Pordenone (1483–1539)
- Gregorio Porideo (thế kỷ thứ 16)
- Daniello Porri (thế kỷ thứ 16)
- Aniello Portio (khởi sắc 1690–1700)
- Andrea Pozzo (1642–1709)
- Alessandro Prampolino (1827–1865)
- Ranunzio Prata (khởi sắc 1635)
- Luigi Premazzi (1814–1891)
- Mattia Preti (1613–1699)
- Pier Francesco Prina (thế kỷ thứ 18)
- Giulio Cesare Procaccini (1574–1625)
- Stefano Provenzali (thế kỷ thứ 17)
- Mario Puccini (1869–1920)
- Antonio Puglicochi (thế kỷ thứ 17)

## Q
- Giovanni Battista Quadrone (1844–1898)

## R
- Prospero Rabaglio (thế kỷ thứ 16)
- Raffaele Rabbia (khởi sắc 1610)
- Ambrogio Raffaele (1845-1928)
- Elviro Raimondi (1867–)
- Domenico Rainaldi (khởi sắc 1665)
- Giovanni Battista Ramacciotti (thế kỷ thứ 17)
- Laudadio Rambaldo (khởi sắc 1386)
- Raphael (1483–1520)
- Federigo Reale (1862–)
- Francesco Redenti (1820–1876)
- Tommaso Redi (1665–1726)
- Bernardo Regoliron (thế kỷ thứ 18)
- Guido Reni (1575–1642)
- Cesare Reverdino (khởi sắc 1531–1564)
- Angelo Ribossi (1822-1886)
- Marco Ricchiedeo (thế kỷ thứ 16)
- Giovanni Battista Ricci (1537–1627)
- Sebastiano Ricci (1659–1734)
- Antonio Riccianti (thế kỷ thứ 17)
- Galeazzo Rivelli (thế kỷ thứ 14)
- Ercole de' Roberti (1451–1496)
- Marietta Robusti (khoảng 1560–1590)
- Pietro Ròi (1819–1896)
- Romanino (1485–1566)
- Giulio Romano (1499–1546)
- Alessandro Rontini (1854–1933)
- Salvator Rosa (1615–1673)
- Cosimo Rosselli (1439–sau 1506)
- Rosso Fiorentino (1494–1540)
- Antonio Rotta (1828–1903)
- Guido Ruggeri (khởi sắc khoảng 1550s)
- Benedetto Rusconi "il Diana" (1460–1525)
- Clemente Ruta (1668–1767)
- Pietro Ruzolone (mất 1517)

## S
- Lorenzo Sabatini (1530–1576)
- Andrea Sacchi (1599–1661)
- Giorgio Salmoiraghi (1936–2022)
- Marco Sammartino (thế kỷ thứ 17)
- Alessandro Sani (1856-1927)
- David Sani (1828–1914)
- Domingo Maria Sanni (thế kỷ thứ 18)
- Sano di Pietro (1406–1481)
- Fabrizio Santafede (1560–1623/28)
- Santi di Tito (1536–1603)
- Giovanni Santi (1435–1494)
- Girolamo Santo (thế kỷ thứ 16)
- Carlo Saraceni (1579–1620)
- Giuseppe Sartori (1863–1922)
- Andrea del Sarto (1486–1530)
- Sassetta, Stefano di Giovanni (1392–1450)
- Giovanni Battista Salvi da Sassoferrato (1609–1685)
- Girolamo Savoldo (1480–sau 1548)
- Camillo Scaramuzza (1843–1915)
- Francesco Scarpinato (1840–1895)
- Bartolomeo Schedoni (1578–1615)
- Alessandro Scorzoni (1858–1933)
- Antonino Sartini (1889–1954)
- Luigi Scaffai (1837-1899)
- Scipione (Gino Bonichi) (1904–1933)
- Giovanni Segantini (1858–1899)
- Jacopo da Sellaio (1441–1493)
- Luigi Serena (1855–1911)
- Ernesto Serra (1860–1915)
- Andrea Sguazella (thế kỷ thứ 16)
- Luca Signorelli (1445–1523)
- Telemaco Signorini (1835–1901)
- Nicola Simbari (1927–2012)
- Salvatore Simoncini (cuối thế kỷ thứ 19)
- Simone dei Crocifissi (1330–1399)
- Mario Sironi (1885–1961)
- Sodoma (1477–1549)
- Andrea Solari (1460–1524)
- Giuseppe Solenghi (1879–1944)
- Francesco Solimena (1657–1747)
- Domenico Someda (1859–1944)
- Napoleone Sommaruga (1848–1906)
- Lionello Spada (1576–1622)
- Micco Spadaro hoặc Domenico Gargiulo (1609/1610–khoảng 1675)
- Giovanni Martino Spanzotti (1455–1528)
- Spinello Aretino (1350–1410)
- Francesco Squarcione (khoảng 1395–1468)
- Giovanni Stanchi (1608–khoảng 1675)
- Gherardo Starnina (1354–1413)
- Stefano da Verona (1379–1438)
- Bernardo Strozzi (1581–1644)

## T
- Francesco Tacconi (thế kỷ thứ 15)
- Taddeo di Bartolo (1363–1422)
- Spurius Tadius (thế kỷ thứ 1 trước Công Nguyên và thế kỷ thứ 1 sau Công Nguyên)
- Giovanni Temini (khởi sắc 1622)
- Giuseppe Raffaele Tessitore (1861-sau 1916)
- Giovanni Battista Tiepolo (1696–1770)
- Giovanni Domenico Tiepolo (1727–1804)
- Tintoretto (1518–1594)
- Benvenuto Tisi(il Garofalo) (1481–1559)
- Titian (1488–1576)
- Antonio Tognone (thế kỷ thứ 16)
- Giulio Tonduzzi (khoảng1513–khoảng1583)
- Enea Tornaghi (1830–sau 1885)
- Bartolommeo Torre (thế kỷ thứ 17)
- Francesco Traballesi (1541–1588)
- Gaspare Traversi (1722–1770)
- Giacomo Trécourt (1812–1882)
- Euclide Trotti (thế kỷ thứ 16)
- Giovanni Maria Tucci (khởi sắc 1542)
- Cosimo Tura (khoảng 1430–1495)

## U
- Paolo Uccello (khoảng 1396–1475)
- Ugolino di Nerio (1280–1335)

## V
- Perino del Vaga (1501–1547)
- Andrea Vanni (1332–khoảng 1414)
- Tanzio da Varallo (khoảng 1575/1580–khoảng 1632/1633)
- Giorgio Vasari (1511–1574)
- Francesco Veau (1727–1768)
- Giovanni de' Vecchi (1536–1614)
- Benedetto Velli (thế kỷ thứ 17)
- Giovanni Vendramini (1769–1839)
- Giuseppe Vermiglio (1585–1635)
- Filippo da Verona (khởi sắc 1509–1514)
- Niccolò Da Verona (thế kỷ thứ 15)
- Paolo Veronese (1528–1588)
- Andrea del Verrocchio (khoảng 1435–1488)
- Giulio Versorese (1868–)
- Francesco Vicentino (thế kỷ thứ 16)
- Leonardo da Vinci (1452–1519)
- Lauretta Vinciarelli (1943–2011)
- Jacopo Vignali (1592–1664)
- Vitale da Bologna (1300–1360)
- Matteo di Vittore (thế kỷ thứ 16)
- Bernardino Vitulini (khoảng 1350)
- Alvise Vivarini (1442/53–1505)
- Antonio Vivarini (1418–1476/84)
- Bartolomeo Vivarini (1430–1491)
- Antonio Diego Voci (1920–1985)
- Vincenzo Volpe (1855–1929)
- Giovanni Battista di Pietro di Stefano Volponi (thế kỷ thứ 16)

## W
- Carlo Wostry (1865–1943)

## Z
- Alessandro Zaffonato (khởi sắc 1730)
- Domenico Zampieri (1581–1641)
- Federico Zandomeneghi (1841–1917)
- Giuseppe Miti Zanetti (1859–1929)
- Bernardo Zenale (khoảng 1460–1526)
- Marco Zoppo (1433–1498)
- Francesco Zuccarelli (1702–1789)
- Federico Zuccari (1542–1609)
- Francesco Zugno (1709–1787)
- Sergio Zanni (sinh 1942)